# 新莫什尼察鄉
45°43′N 21°20′E / 45.717°N 21.333°E
新莫什尼察鄉（羅馬尼亞語：Comuna Moșnița Nouă, Timiș），是羅馬尼亞的鄉份，位於該國西部，由蒂米什縣負責管轄，面積66平方公里，海拔高度90米，2002年人口4,214，人口密度每平方公里63人。